# Hertfordshire
Hertfordshire (zkracováno na Herts) je ceremoniální a nemetropolitní hrabství ve Východní Anglii. Jeho hlavním městem je Hertford.
Hertfordshire leží ve vnitrozemí, ohraničený Velkým Londýnem, Buckinghamshirem, Bedfordshirem, Cambridgeshirem a Essexem.
Ve vesnici Hertfordshire žije komunita mnichů, mnišek a laiků, která se nazývá Amaravati. Mniši zde vybudovali největší evropský klášter thajské théravádové tradice.

## Administrativní členění
Hrabství se dělí na 10 distriktů:
1. Three Rivers
2. Watford
3. Hertsmere
4. Welwyn Hatfield
5. Broxbourne
6. East Hertfordshire
7. Stevenage
8. North Hertfordshire
9. City of St Albans
10. Dacorum